# Joseph I của Thánh chế La Mã
Joseph I (Joseph Jacob Ignaz Johann Anton Eustachius; 26 tháng 6 1678 – 17 tháng 4 năm 1711) là Hoàng đế Thánh chế La Mã và là con trai cả của Leopold I với người vợ thứ ba, Eleonor Magdalene of Neuburg. Ông được tôn là vua của Hungary năm 1687 khi mới 9 tuổi, vua của Đức năm 11 tuổi (1690) và kế thừa ngai vàng của Bohemia và ngôi vị Hoàng đế của Thánh chế La Mã từ cha mình vào năm 1705 đến 1711.
Triều đại của ông chứng kiến sự tiếp tục của Chiến tranh Kế vị Tây Ban Nha chống lại Louis XIV của Pháp nhằm đưa em trai của ông là Karl VI lên ngôi Vua của Tây Ban Nha. Trong quá trình đó, nhờ những chiến thắng của thống chế Eugène de Savoie-Carignan mà triều đại của ông đã thành công thiết lập được bá quyền của vương triều Áo tại Ý. Joseph I cũng phải đối phó với một cuộc nổi dậy kéo dài ở Hungary do Louis XIV đứng sau. Cả hai cuộc chiến đều kết thúc sau khi ông đã qua đời với việc ký kết Hiệp ước Utrecht.